# 25793 Chrisanchez
25793 Chrisanchez (tên chỉ định: 2000 CS65) là một tiểu hành tinh vành đai chính. Nó được phát hiện bởi dự án Nghiên cứu tiểu hành tinh gần Trái Đất Lincoln ở Socorro, New Mexico, ngày 4 tháng 2 năm 2000. Nó được đặt theo tên Christopher Allen Sanchez, an American high school student whose plant sciences project won second place ở the 2009 Giải thưởng Khoa học và Kỹ thuật Intel.